# Sobreacumulación
La sobreacumulación o superacumulación es un concepto de la economía marxista que define la situación a través de la que los inversores, al no tener la expectativa de obtener una tasa de ganancia que consideran suficiente, optan por dejar de reinvertir su capital y plusvalía, acumulándolo sin fines productivos. Cuando la sobreacumulación se convierte en la tónica general del mercado, puede producir crisis o acentuar las ya existentes, constituyendo una de las causas de las crisis cíclicas del capitalismo.